# ایی نائومیتسو
ایی نائومیتسو (به ژاپنی: 井伊 直満 Ii Naomitsu); –(؟ -۴ فوریه ۱۵۴۵) یک سامورایی در دوره سنگوکو بود که به خاندان ایماگاوا خدمت می‌کرد. وی پسر ای نائوهیرا بود.